# Walter Bahr
Walter Alfred Bahr (Filadelfia, Pensilvania; 1 de abril de 1927-Boalsburg, Pensilvania; 18 de junio de 2018) fue un futbolista estadounidense. Jugó de defensa y es considerado como uno de los mejores jugadores en la historia del fútbol de los Estados Unidos.

## Trayectoria
Walter Bahr empezó a practicar el fútbol a los 11 años de edad. Su primer equipo fue los Philadelphia Nationals, con el club ganó el campeonato de liga en 1950, 1951, 1953 y 1955. Después, fichó por los Uhrik Truckers y fue campeón de liga en 1956. 
Fuera del ámbito futbolístico, fue profesor de educación física en Frankford High School en Filadelfia. También, dirigió a equipos de fútbol amateur y universitario.

## Selección nacional
Jugó 19 partidos con la selección estadounidense y marcó 1 gol. Fue el capitán del equipo y disputó la Copa Mundial que se realizó en Brasil. Jugó tres encuentros, incluyendo el histórico triunfo en el segundo partido frente a Inglaterra, los estadounidenses derrotaron por por 1–0, siendo una de las mayores sorpresas de la historia del fútbol. Su último juego fue en un encuentro válido por las clasificatorias para el Mundial de 1958 ante México. También, integró en el equipo estadounidense de fútbol en los Juegos Olímpicos de Londres de 1948, participó en la derrota por goleada ante Italia por 9-0. 

### Participaciones en Juegos Olímpicos
| Torneo                   | Sede    | Resultado        |
| ------------------------ | ------- | ---------------- |
| Juegos Olímpicos de 1948 | Londres | Cuartos de final |

### Participaciones en Copas del Mundo
| Mundial                        | Sede   | Resultado    | PJ | Goles |
| ------------------------------ | ------ | ------------ | -- | ----- |
| Copa Mundial de Fútbol de 1950 | Brasil | Primera fase | 3  | 0     |

## Clubes
| Club                   | País           | Año         |
| ---------------------- | -------------- | ----------- |
| Philadelphia Nationals | Estados Unidos | Desconocido |
| Uhrik Truckers         | Estados Unidos | Desconocido |